# Santa Rita d’Oeste
Santa Rita d'Oeste – miasto i gmina w Brazylii, w stanie São Paulo. Znajduje się w mezoregionie São José do Rio Preto i mikroregionie Jales.